# 私のしあわせ PARTII
「私のしあわせ PARTII」（わたしのしあわせ パートツー）は、1981年12月20日に発売された、石野真子の通算17枚目のシングル。

## 解説
- 石野が芸能界を引退した約3ヶ月後にリリースされたシングルで、ジャケットには「引退記念!祝結婚!!」と記されている。

- 本楽曲は、11枚目のシングル「彼が初恋」のB面曲「私のしあわせ」の続編。なお、作詞作曲は石野自身によるもの。

- 1981年8月30日に開催された「石野真子さよなら公演」では、本楽曲が1曲目に披露された。なお、この公演は日本テレビで生中継されていたが、その際曲名のテロップが「私の幸福」になっており、「PART II」の部分も抜けていた。

- B面曲の「GOOD-BYEは出発」は、「石野真子さよなら公演」でのライブ音源で、MC部分もそのまま収録されている。

- 2008年3月26日に発売された歌手デビュー30周年記念CD-BOX『Mako Pack -Premium- 30th Anniversary Special Edition』に、シングルEPのA・B面曲が共に最新デジタル・リマスタリング音源で収録された。

## 収録曲
1. 私のしあわせ PARTII [3:50]
作詞・作曲：石野真子／編曲：矢野立美
2. GOOD-BYEは出発 [5:53]
作詞：岡田冨美子／作曲・編曲：土持城夫

## 関連作品
- GOLDEN☆BEST 石野真子
- Mako Pack -Premium- 30th Anniversary Special Edition